# Heterandrie Jonesova
Heterandrie Jonesova (latinsky: Heterandria jonesii, slovensky: Živorodka Jonesova, anglicky: Barred killifish). Rybu poprvé popsal v roce 1874 německý teolog a lékař, pracující v Britském muzeu jako ichtyolog, Albert Günther.

## Popis
Základní barva ryby je stříbřitě zlatá s černou skvrnou u ocasní ploutve. Ryba v akváriích dorůstá délky 6,9 cm, ve volné přírodě až 9,0 cm. Samci jsou poloviční velikosti. Pohlaví ryb je snadno rozeznatelné: samci mají pohlavní orgán gonopodium, samice klasickou řitní ploutev.

## Biotop
Ryba pochází z Mexika, obývá pomalé a rychle tekoucí potoky a řeky i stojaté vody. Vyskytuje se jezeře Alcohuaca, poblíž Huamantla, řekách Rio Guayalejo na jihu Tamaulipas a Rio Tehuacan v Pueblo.

## Chov v akváriu
- Chov ryby: Rybu je vhodné chovat v jednodruhové nádrži. Ryba není ryba vhodná pro začátečníky. Vyžaduje hustě osázenou nádrž, tmavší dno, trvalé proudění vody, častou výměnu vody.[3]
- Teplota vody: 20–28°C[3]
- Kyselost vody: 6,0–8,0 (10–15) pH[3][4]
- Tvrdost vody: 10–15°dGH[3]
- Krmení: Ryba patří mezi všežravé druhy. Krmí se drobnou živou, mraženou potravou, vločkovým krmivem.[3]
- Rozmnožování: Rodí živá mláďata. Rodiče potěr požírají. Je nutná dobře zarostlá nádrž vodními rostlinami, nebo odlovení. Potěr je citlivý na dusíkaté látky ve vodě. Někdy se stává, že trvá déle, než samice zabřeznou.[3]